# 미크로네시아 연방의 공항 목록
다음 목록은 미크로네시아 연방에 위치한 공항 목록이다.
미크로네시아 연방에는 4개의 국제 공항과 10개의 국내 공항이 있으며, 1개의 공항이 페쇄되어있다.

## 목록
| 위치            | ICAO | IATA | 상태   | 공항                |
| 추크            | PTKK | TKK  | 운영중 | 추크 국제공항       |
| 코스라에        | PTSA | KSA  | 운영중 | 코스라에 국제공항   |
| 폰페이          | PTPN | PNI  | 운영중 | 폰페이 국제공항     |
| 울리시          | -    | ULI  | 운영중 | 울리시 공항         |
| 야프섬          | PTYA | YAP  | 운영중 | 야프 국제공항       |
| 파이스섬        |      |      | 운영중 | 파이스 비행장       |
| 풀루수크섬      |      |      | 운영중 | 풀루수크 비행장     |
| 카핑아마랑이    |      |      | 운영중 | 카핑아마랑이 비행장 |
| 모킬            |      |      | 운영중 | 므와킬로아 비행장   |
| 나모누이토 환초 |      |      | 운영중 | 오노운 비행장       |
| 핀지랩          |      |      | 운영중 | 핀지랩 비행장       |
| 사프우아픽      |      |      | 운영중 | 사프우아픽 비행장   |
| 타              |      |      | 운영중 | 몰틀록 비행장       |
| 월레아이        |      |      | 폐쇄됨 | 월레아이 비행장     |

## 같이 보기
- 마셜 제도의 공항 목록
- 키리바시의 공항 목록